# Eucharidema labyrinthodes
Eucharidema labyrinthodes là một loài bướm đêm trong họ Geometridae.